# Энрике Лопес, Дарлан
Дарлан Энрике Лопес (порт. Darlan Henrique Lopes; род. 18 ноября 1988, Санта-Катарина) — бразильский футболист, игрок в мини-футбол. Нападающий клуба «Нагоя Оушенс».

## Биография
Вырос в семье из четырёх человек. С детства увлекался мини-футболом.
С 2006 года началась его профессиональная карьера в «Кроне» (Бразилия). Защищал цвета команды один год, после чего провёл 2 года в бразильском клубе «Малви» и 3 года в «Интелли».
В конце 2013 года получил предложение из России от новосибирского «Сибиряка», в котором играл до июня 2015 года и выиграл бронзовые медали чемпионата России в сезонах 2013/14 и 2014/15.
В июне 2015 года перешёл в испанскую команду «Интер Мовистар».

## Достижения
- Чемпион Бразилии в составе «Интелли»
- Бронзовый призёр чемпионата России: 2013/14, 2014/15
- Обладатель Суперкубка Испании: 2015/16
- Обладатель Кубка Испании: 2015/16
- Чемпион Испании: 2015/16